# Estación de Navas del Selpillar
Navas del Selpillar fue una estación de ferrocarril situada en la localidad española de Navas del Selpillar, en el término municipal de Lucena (Córdoba). Las instalaciones, pertenecientes a la antigua línea Linares-Puente Genil, en la actualidad las se encuentran rehabilitadas para otros usos.

## Historia
La estación, perteneciente a la línea Linares-Puente Genil, fue construida por la Compañía de los Ferrocarriles Andaluces y puesta en servicio en 1891. El edificio de viajeros mantenía un estilo arquitectónico muy similar a la cercana estación de Campo Real. Denominada inicialmente como «Zapateros-Horcajo», en 1912 la estación fue renombrada como «Moriles-Horcajo» y años después adoptaría su denominación definitiva, «Navas del Selpillar».
En 1941, con la nacionalización de los ferrocarriles de ancho ibérico, las instalaciones pasaron a manos de RENFE. En la década de 1970 la estación fue reclasificada como apeadero. La línea se mantuvo operativa hasta su clausura en octubre de 1984, siendo desmantelada algún tiempo después. Tras el cierre de la línea la estación quedó sin servicio. Años después el antiguo edificio de viajeros fue rehabilitado como Centro Enogastronómico. En 2017 el ayuntamiento de Lucena adquirió la propiedad de las instalaciones, hasta entonces en manos del ente Adif —heredero de RENFE—.